# جورج هيرولد
جورج هيرولد (بالألمانية: Georg Herold)‏ هو نحات ورسام ألماني، ولد في 26 يوليو 1947 في ينا في ألمانيا.

## وصلات خارجية
- جورج هيرولد على موقع مونزينجر (الألمانية)